# Емил Жербо
Емил Жербо (фр. Émile Gerbeaud; 22. фебруар 1854 – 8. новембар 1919) био је мађарски посластичар и произвођач чоколаде, који је рођен у Швајцарској.

## Каријера
Рођен је у граду Каруж код Женеве, од породице Симон Жан Франсоа Жербоа, француског католичког посластичара, и Марије Гро. (неки извори једноставно наводе Женеву као његово родно место). У почетку је радио у неколико великих посластичарница у Немачкој, Француској и Енглеској. 1879. отворио је радњу у Етјену. Преселио се у Мађарску 1884. и придружио се посластичарници Хенрика Куглера на тргу Гизела (садашњи трг Верешмарти) у Будимпешти. Краљев павиљон, изграђен у Градском парку, после догађаја је био познат као Краљевски Жербо павиљон и деценијама је био елегантно састајалиште публике на будимпештанском шеталишту. 1886. проширио је посао са мањом фабриком чоколаде. У својој посластичарници направио је и продао прву чоколаду под називом "Мачји језик". Радио је са 150 запослених, од којих су се многи запослили у Жербоу само да би се додатно усавршавали код мајстора. Путовао је широм света, где је такође представио свој савремени процес производње чоколаде. Био је члан жирија на светској изложби у Паризу 1900., када је добио француски Орден части .
Одељење за производњу слаткиша Националног индустријског удружења изабрало га је за свог председника 1903. Наредне године преместио је фабрику чоколаде у Дуну улицу. 1907. постао је председник Међународне изложбе пекарства и кондиторских производа. 1909. купио је и модернизовао фабрику чоколаде у Ријеци. Фабрика у Ријеци омогућила је бесцарински откуп и тренутну прераду какаа. Своје фабрике у Пешти и Ријеци 1919. спојио је у фабрику у улици Дохањи. Име Жербо, са којим је везана слава коњака вишње и мачјег језика направљеног тамо, постало је појам не само у Будимпешти и земљи, већ и широм Европе. 
После његове смрти, посластичарницу је водила његова супруга до своје смрти 1940.

## Наслеђе
- После Другог светског рата, посластичарница је национализована 1948. и тек 1984. је добила име. Тада је „Жербо“ враћен на старо место натпис на фасади куће Гербо. Мајстори посластичари су своја стручна знања преносили са генерације на генерацију, па је популарна посластичарница задржала светски познату репутацију,  а од године оснивања нико није доводио у питање њен професионални примат.
- Посластичарница је у приватном власништву од 1995., након приватизације.  Посластичарницу, којом управља Hungar Hotels, целокупно имање и заштитни знак купио је немачки бизнисмен Ервин Милер, који ју је 1997., током једногодишње реконструкције, модернизовао у складу са најновијим техничким захтевима и реновирао цео објекат.[6] Поред традиције и нових кондиторских креација, може се наставити производња и продаја традиционалне Добош торте, Естерхази торте и Жербо кришке. [7]
- Данас се у посластичарници и пословној згради налазе посластичарница и кафић Жербо и ексклузивни пословни простор на 3. спрату. [8]